# Moraújo
Moraújo is een gemeente in de Braziliaanse deelstaat Ceará. De gemeente telt 8.538 inwoners (schatting 2009).